# كاريز سوختة دولت أباد
كاريز سوختة دولت‌ أباد (بالفارسية: کاریزسوخته دولت‌آباد) هي قرية تقع في قسم قلندرآباد الريفي في إيران. يقدر عدد سكانها بـ 161 نسمة بحسب إحصاء 2016.